# Sanni (album)
| Recensione        | Giudizio |
| ----------------- | -------- |
| Aamulehti         | [ 6 ]    |
| Helsingin Sanomat | [ 7 ]    |
| Savon Sanomat     | [ 8 ]    |
| Soundi            | [ 9 ]    |

Sanni è il terzo album di studio della cantante pop finlandese Sanni, pubblicato il 7 ottobre 2016 attraverso la Warner Music Finland.
L'album è entrato nella classifica degli album più venduti, raggiungendo la prima posizione.

## Tracce
1. Koti-ikävä – 3:56 (Sanni Kurkisuo, Henri Salonen)
2. Että mitähän vittua – 3:59 (Kurkisuo, Salonen)
3. Oo se kun oot (feat. Paperi T) – 4:01 (Kurkisuo, Salonen, Henri Pulkkinen)
4. Sanni – 3:27 (Kurkisuo, Salonen)
5. Tyttöystävä – 3:51 (Kurkisuo, Salonen)
6. Mörköjä – 4:17 (Kurkisuo, Salonen)
7. Kakara ku Cara – 3:22 (Kurkisuo, Salonen)
8. Sinkku – 5:03 (Kurkisuo, Salonen)
9. Ku Kanye Kanyee (feat. Cheek) – 3:24 (Kurkisuo, Salonen, Jare Henrik Tiihonen)
10. Vahinko – 4:00 (Kurkisuo, Salonen)
11. Moukari – 3:45 (Kurkisuo, Salonen)
12. Trampoliini – 4:31 (Kurkisuo, Salonen)

## Classifica
| Classifica | Massima posizione |
| ---------- | ----------------- |
| Finlandia  | 1                 |